# Futbol a Eritrea
El futbol és l'esport més popular a Eritrea.

## Història
El futbol va ser introduït a Eritrea durant l'època colonial italiana. El primer campionat (amateur) fou el 1936. Els clubs participants eren d'italians, mentre que els equips indígenes començaren a competir en la seva pròpia lliga. Els primers clubs que participaren en aquests campionats foren:
- Gruppo Sportivo Cicero (més tard Asmara Calcio i GS Asmara)[4]
- Gruppo Rionale Neghelli
- Gruppo Sportivo Zuco
- Gruppo Sportivo Melotti
- Gruppo Sportivo Ferrovieri
- Gruppo Sportivo della Marina (Massaua)
- Gruppo Sportivo Decamerè
- Gruppo Sportivo 175ª Compagnia Genio
- Gruppo Sportivo Amba Galliano
- Gruppo Sportivo Mar Rosso (club indígena, unit 1946/47)
- Gruppo Sportivo Hamasien (club indígena, unit 1945)[5]
- Gruppo Sportivo Ghezzabanda
- Ardita
- Savoia
- Vittoria
- Dopolavoro Ala Littoria
- SS Asmara
- GS Deposito Territoriale
- Dopolavoro Coloniale Eritreo Duca di Bergamo
- Dopolavoro Ferroviario
- Gioventu Universitaria Fascista
- Dopolavoro O.C.R.A.E.
- Dopolavoro Postelegrafonico
- GS Eritrea

El primer estadi fou construït el 1938 per l'empresari italià Francesco Cicero i fou anomenat Estadi Cicero.
L'any 1953 els clubs eritreus ingressen a la lliga etíop. Durant aquesta etapa els següent clubs foren campions de la lliga etíop:
- 1955: Hamassien (Asmara)
- 1957: Hamassien (Asmara)
- 1958: Akale Guzay (Eritrea)
- 1959: Tele S.C. (Asmara)
- 1969: Tele S.C. (Asmara)
- 1970: Tele S.C. (Asmara)
- 1972: GS Asmara (Asmara)
- 1973: GS Asmara (Asmara)
- 1974: Embassoyra (Eritrea)

Eritrea esdevingué independent el 1991 i el 1998 esdevingué membre de la FIFA.

## Competicions
- Lliga eritrea de futbol
- Copa eritrea de futbol

## Principals clubs
Clubs amb més títols nacionals a 2019.

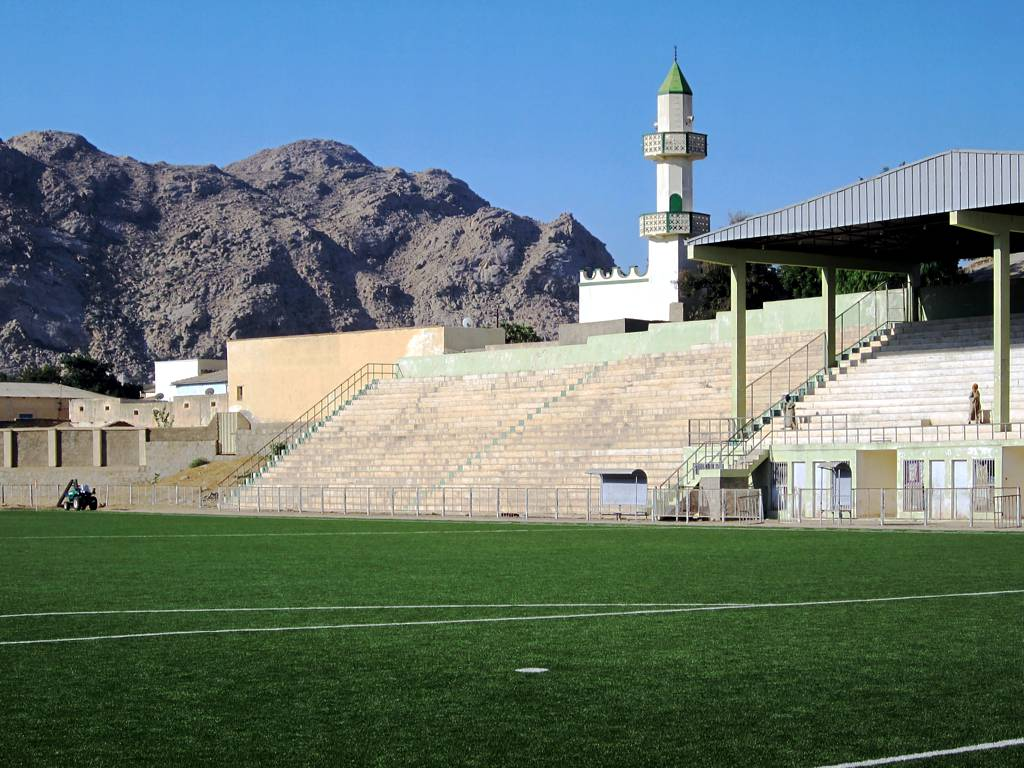
Estadi Joko Keren.

- Red Sea FC
- Adulis Club
- FC Al Tahrir
- Hintsa FC
- Anseba SC
- Asmara Brewery FC
- Denden FC
- Maitemanai FC
- Mdlaw Megbi
- Tesfa FC

## Principals estadis
| # | Estadi        | Capacitat | Ciutat |
| - | ------------- | --------- | ------ |
| 1 | Estadi Cicero | 6.000     | Asmara |
| 2 | Estadi Denden | 5.000     | Asmara |